# Emo revival
Emo revival (também conhecido como post-emo revival, Midwestern emo revival e fourth wave emo (em português:  renascimento pós-emo, renascimento emo do meio-oeste e quarta onda emo), respectivamente) foi um movimento emo underground que surgiu no final dos anos 2000 até o início dos anos 2010. Os grupos de Emo Revival abandonaram em grande parte o estilo dos atos emo mainstream de meados dos anos 2000 em favor de um estilo influenciado pelos atos emo dos anos 1990. O avivamento havia se dissolvido em meados da década de 2010.

## História e características

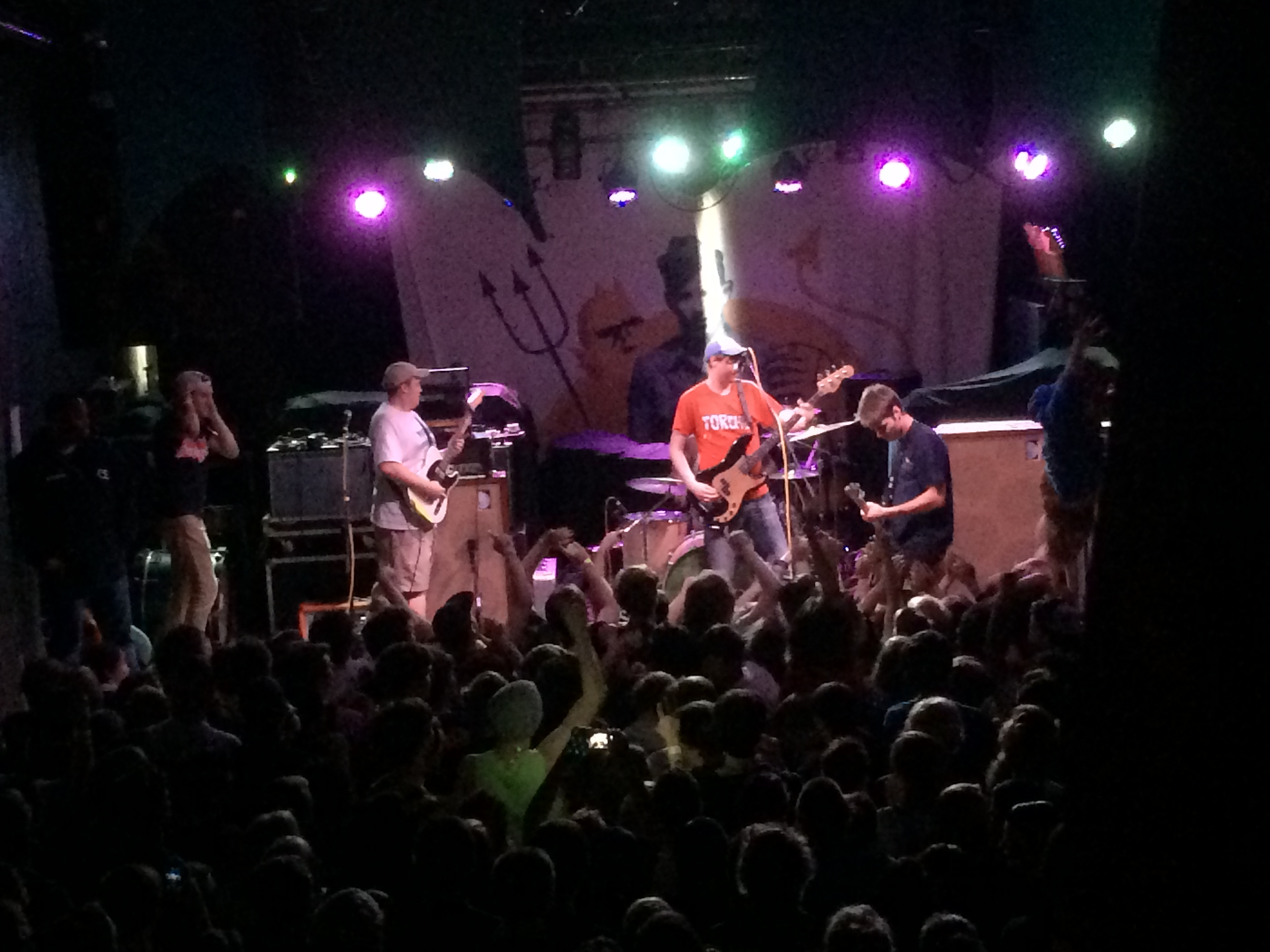
Modern Baseball da Filadélfia é considerado uma das maiores bandas do gênero.

No início dos anos 2010, o emo havia perdido popularidade comercial. Várias bandas que eram populares em meados dos anos 2000 se separaram ou mudaram seu som. Enquanto isso, um renascimento underground começou a surgir com bandas como Snowing e Algernon Cadwallader sendo precursoras do movimento.
As bandas do revival são influenciadas pelos atos emo da segunda onda da cena emo do meio-oeste dos anos 1990 e início dos anos 2000. As bandas geralmente exibem um "som DIY" e os temas líricos variam da nostalgia à idade adulta. Cenas do gênero surgiram nos Estados Unidos e no Reino Unido, com cenas notáveis em cidades como a Filadélfia, que produziu grupos importantes para a cena, como Everyone Everywhere, Modern Baseball, Hop Along, Cayetana, Jank, Marietta, Algernon Cadwallader e Snowing. Outros importantes atos incluem Citizen, Title Fight, The World Is a Beautiful Place & I Am No Longer Afraid to Die, Touché Amoré, Into It. Over It., Tiny Moving Parts, Foxing, The Front Bottoms, Turnover, Tigers Jaw, Dads, Dowsing, Joyce Manor, Joie De Vivre, My Heart To Joy, Empire! Empire! (I Was a Lonely Estate), Dikembe, Crash of Rhinos, A Great Big Pile Of Leaves, Balance and Composure, OWEL, You Blew It!, The Brave Little Abacus e The Hotelier. Este renascimento também foi creditado por expandir ainda mais o estilo emo, com muitas bandas introduzindo novos elementos e sons, mantendo o "clássico som emo cintilante".

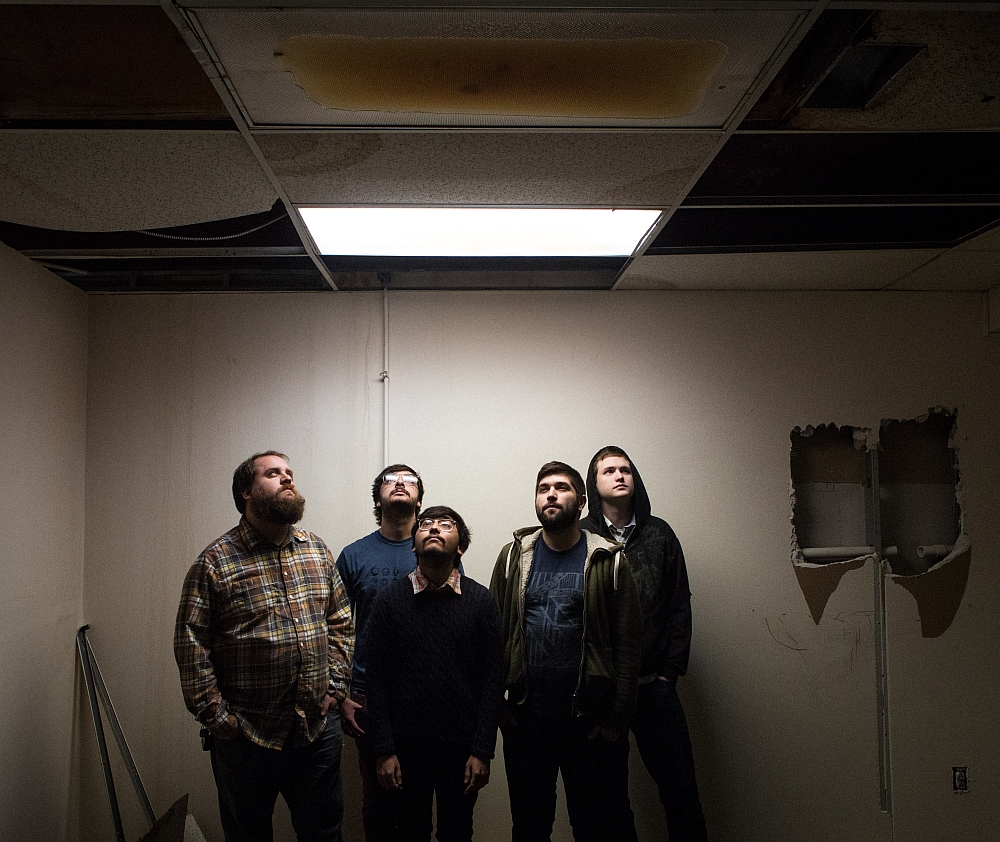
Foxing, banda referência do gênero

Desde que o renascimento emo começou no início de 2010, várias bandas emo dos anos 1990 e início dos anos 2000 se reuniram para turnês de reunião ou reuniões permanentes American Football, Cap'n Jazz, The Anniversary, Braid, Mineral e The Promise Ring.
Durante o renascimento do emo, os estudiosos da música começaram a considerar a relação da música emo com a misoginia e o sexismo. O renascimento emo também foi notável pelas revelações de assédio sexual e agressão por membros de bandas emo como Brand New que surgiram durante esse tempo. Essas revelações levaram a uma conversa mais ampla sobre sexismo nas cenas emo.

### Quinta onda Emo
Após a era do avivamento no início dos anos 2010, várias novas bandas surgiram no gênero emo, que muitas vezes foram agrupadas em uma onda distinta a partir do final dos anos 2010 até o início dos anos 2020. Esta quinta onda de emo manteve muitos dos elementos estilísticos da era do renascimento, mas também começou a incorporar sons de outros gêneros, como jazz e música eletrônica. A quinta onda de emo também é conhecida por seu foco na inclusão de bandas com artistas transgêneros, queer, femininos e negros. Artistas notáveis da quinta onda incluem Home is Where, Proper., Pinkshift, Meet Me at the Altar, wakebutstillinbed, e EGG!

## Screamo revival
No início de 2010, o termo screamo começou a ser amplamente reivindicado por uma nova safra de bandas faça-você-mesmo, com muitas bandas screamo, como Loma Prieta, Pianos Become the Teeth, La Dispute e Touché Amoré lançando discos em grandes gravadoras independentes. Gravadoras como Deathwish Inc. Em 2011, a Alternative Press observou que La Dispute está "na vanguarda de um renascimento do grito tradicional" para seu lançamento aclamado pela crítica, Wildlife. Eles fazem parte de um grupo de bandas de screamo-revival estilisticamente semelhantes autodefinidas como "The Wave", compostas por Touché Amoré, La Dispute, Defeater, Pianos Become the Teeth e Make Do and Mend.
Algumas bandas pós-hardcore notáveis também foram incluídas como parte do renascimento do screamo, incluindo Before Their Eyes, The Ongoing Concept, Too Close to Touch, I Am Terrified e Saosin. A Alternative Press se referiu a esse estilo como o "renascimento pop-screamo", citando bandas como Senses Fail, Silverstein, The Used, Hawthorne Heights, Chiodos, Thursday, From First to Last, Thrice e Finch como grandes influências no som.
Em agosto de 2018, o escritor do Noisey, Dan Ozzi, declarou que era o "Summer of Screamo" em uma série de um mês documentando atos screamo impulsionando o gênero após o declínio da popularidade de "The Wave", bem como as reuniões de bandas seminais. como Pg. 99, Majority Rule, City of Caterpillar, e Jeromes Dream. Grupos destacados nesta cobertura, incluindo Respire, Ostraca, Portrayal of Guilt, Soul Glo, I Hate Sex, e Infant Island, geralmente recebiam críticas positivas de grandes publicações, mas não eram tão bem-sucedidos quanto seus predecessores. Noisey também documentou que, apesar de sua perda de popularidade mainstream e manutenção contínua nas cenas norte-americanas, particularmente Richmond, Virgínia, o screamo se tornou um movimento mais internacional; notavelmente se espalhando para o Japão, França e Suécia com grupos como Heaven in Her Arms, Birds in Row e Suffocate for Fuck Sake, respectivamente. Também em 2018, Vein lançou seu primeiro álbum Errorzone com aclamação da crítica e sucesso comercial, reunindo elementos de screamo, hardcore e nu metal. A banda SeeYouSpaceCowboy foi associada ao "avivamento atrevido do screamo " e tem influência da banda screamo / pós-hardcore The Blood Brothers.

## Crítica do termo
O termo "renascimento emo" tem sido motivo de controvérsia. Numerosos artistas e jornalistas afirmaram que não é um revival e as pessoas simplesmente pararam de prestar atenção ao emo underground. Em 2013, Evan Weiss declarou: “É engraçado que as pessoas só estejam percebendo isso agora porque sinto que esse avivamento está acontecendo nos últimos seis anos. . . Não parece novidade para mim, mas se for novidade para eles, deixe-os aproveitar."